# De Borgia
De Borgia és una concentració de població designada pel cens dels Estats Units a l'estat de Montana. Segons el cens del 2000 tenia 69 habitants.

## Demografia
Segons el cens del 2000, De Borgia tenia 69 habitants, 34 habitatges, i 24 famílies. La densitat de població era de 4,7 habitants per km².
Dels 34 habitatges en un 11,8% hi vivien nens de menys de 18 anys, en un 64,7% hi vivien parelles casades, en un 0% dones solteres, i en un 29,4% no eren unitats familiars. En el 26,5% dels habitatges hi vivien persones soles el 8,8% de les quals corresponia a persones de 65 anys o més que vivien soles. El nombre mitjà de persones vivint en cada habitatge era de 2,03 i el nombre mitjà de persones que vivien en cada família era de 2,33.
Per edats la població es repartia de la següent manera: un 11,6% tenia menys de 18 anys, un 4,3% entre 18 i 24, un 20,3% entre 25 i 44, un 27,5% de 45 a 60 i un 36,2% 65 anys o més.
L'edat mediana era de 54 anys. Per cada 100 dones de 18 o més anys hi havia 117,9 homes.
La renda mediana per habitatge era de 22.917 $ i la renda mediana per família de 27.857 $. Els homes tenien una renda mediana de 10.000 $ mentre que les dones 0 $. La renda per capita de la població era de 12.791 $. Aproximadament el 9,1% de les famílies i el 19,7% de la població estaven per davall del llindar de pobresa.

## Poblacions més properes
El següent diagrama mostra les poblacions més properes.